# Бранч (округ Нітра)
Бранч (словац. Branč) — село, громада округу Нітра, Нітранський край. Кадастрова площа громади — 13.81 км².
Населення 2221 особа (станом на 31 грудня 2018 року).

## Історія
Бранч згадується 1156 року.

## Населення
| Рік:            | 1994. | 2004.   | 2014.   | 2024.   |
| --------------- | ----- | ------- | ------- | ------- |
| Кількість осіб: | 2007  | 2065    | 2202    | 2169    |
| Різниця:        |       | +2,88 % | +6,63 % | -1,49 % |

| Рік:            | 2023. | 2024.   |
| --------------- | ----- | ------- |
| Кількість осіб: | 2172  | 2169    |
| Різниця:        |       | -0,13 % |